# 翼細胞
翼細胞（よくさいぼう）
1. 角膜の上皮層を形成する上皮細胞のひとつ
2. コケ植物の葉の基部にある細胞群。本項にて

翼細胞（よくさいぼう、英語: alar cell）とは、コケ植物の葉の基部にある細胞群。

## 解説
分類群によって特徴的であることが多く、分類の際に用いられる場合がある。蘚類では分類の際とくに重要とされる。